# Liste der denkmalgeschützten Objekte in Viktorsberg
Die Liste der denkmalgeschützten Objekte in Viktorsberg enthält die denkmalgeschützten, unbeweglichen Objekte der Gemeinde Viktorsberg.

## Denkmäler
| Foto |                 | Denkmal                                                       | Standort                              | Beschreibung | Metadaten |
| ---- | --------------- | ------------------------------------------------------------- | ------------------------------------- | --- | --- |
| ja   | Datei hochladen | Kath. Pfarrkirche hl. Viktor HERIS-ID: 33564 Objekt-ID: 31167 | Klosterweg 2 Standort KG: Viktorsberg | Die Geschichte der Pfarrkirche Viktorsberg geht auf eine Klostergründung des Frühmittelalters im Jahr 834 zurück. Das Langhaus der heutigen Kirche ist spätromanisch, der Chor ist gotisch. Im 18. Jahrhundert wurde der Bau barockisiert und im Jahr 1960 ein Westturm mit achteckigem Obergeschoß und Kuppel angefügt. | BDA-Hist.: Q20060667 Status: Bescheid Stand der BDA-Liste: 2025-06-30 Name: Kath. Pfarrkirche hl. Viktor GstNr.: .1 Pfarrkirche Viktorsberg |
| ja   | Datei hochladen | Minoritenkloster Viktorsberg HERIS-ID: 33563 Objekt-ID: 31166 | Klosterweg 2 Standort KG: Viktorsberg | Das ehemalige Minoritenkloster ist an die Nordseite der Pfarrkirche angebaut und besteht aus drei zweigeschoßigen Trakten. Das Kloster wurde im Jahr 1785 aufgehoben. Seit 1989 dient es als Kultur- und Tagungshaus. | BDA-Hist.: Q37952735 Status: Bescheid Stand der BDA-Liste: 2025-06-30 Name: Minoritenkloster Viktorsberg GstNr.: .79 Kloster Viktorsberg    |
| ja   | Datei hochladen | Eusebius-Bildstock HERIS-ID: 82696 Objekt-ID: 96540           | Standort KG: Viktorsberg              | Der Bildstock am Weg nach Viktorsberg wurde 1899 errichtet und seither zweimal restauriert. In der Nische zeigt er drei Gemälde. | BDA-Hist.: Q38179038 Status: § 2a Stand der BDA-Liste: 2025-06-30 Name: Eusebius-Bildstock GstNr.: 402/3 Eusebius-Bildstock                 |